# Pygmaeopsis
Pygmaeopsis is een kevergeslacht uit de familie van de boktorren (Cerambycidae). De wetenschappelijke naam van het geslacht werd voor het eerst geldig gepubliceerd in 1908 door Schaeffer.

## Soorten
Pygmaeopsis is monotypisch en omvat slechts de volgende soort:
- Pygmaeopsis viticola Schaeffer, 1908